# Farah Palmer
Dame Farah Rangikoepa Palmer (Te Kuiti, 27 novembre 1972) è una docente, dirigente sportiva e rugbista a 15 neozelandese, che in dieci anni di carriera internazionale vanta la vittoria da capitano in tre edizioni (assolute e consecutive) della Coppa del Mondo dal 1998 al 2006.
Per i suoi meriti sportivi è stata insignita dell’onorificenza di ufficiale e, a seguire, di Dama dell’Ordine al merito della Nuova Zelanda ed è stata ammessa nella World Rugby Hall of Fame nel 2014.
Da dopo il ritiro, avvenuto nel 2006, Palmer si dedica a tempo pieno alla docenza accademica in direzione aziendale presso la Massey University di Palmerston North.
Il campionato nazionale provinciale neozelandese di rugby è intitolato al suo nome in riconoscimento del ruolo ricoperto da Palmer nello sviluppo della disciplina a livello nazionale.
È anche membro del comitato direttivo sia della New Zealand Rugby Union (della quale dal 2021 è vicepresidente) che di Sport New Zealand, organismo statale di promozione dello sport nel Paese.

## Biografia
Māori di discendenza europea per parte di padre e Mahuta e Waiora per quella di madre, Palmer è nata nel 1972 a Te Kuiti, capoluogo del distretto di Waitomo (Waikato), e crebbe nella poco distante comunità agricola di Piopio in un ambiente fortemente influenzato dal rugby: suo padre giocò contro Colin Meads a livello di club e al suo fianco a quello provinciale.
Tuttavia, prima di dedicarsi a tale disciplina, praticò altri sport tra cui, a livello agonistico, il netball.
Passata all’università di Otago a Dunedin entrò nella squadra di rugby dell’ateneo e successivamente nei ranghi femminili della provincia relativa.
Originariamente pilone, si trasformò nel 1995 in tallonatrice, ruolo nel quale esordì in nazionale il 31 agosto 1996 a Sydney contro l’Australia.
Già dal 1997 le fu affidato il ruolo di capitano delle Black Ferns e dopo la laurea in scienze motorie all’Università di Otago si trasferì ad Hamilton all’Università di Waikato.
Nel 1998 guidò la Nuova Zelanda alla conquista della sua prima Coppa del Mondo nei Paesi Bassi, marcando anche una meta nella finale di torneo contro gli Stati Uniti.
Tornata a Dunedin conseguì una laurea in sociologia dello sport nel 2000 e l’anno seguente assunse l’incarico a Palmerston North, nella provincia di Manawatu, di docente universitario in coaching e gestione sportiva alla Massey University.
Nel 2002 in Spagna fu capitano alla sua seconda Coppa del Mondo, che la vide di nuovo vincitrice; in omaggio a Barcellona, sede della finale vinta, Palmer diede tale nome a un gatto randagio trovato nel campus universitario e da lei adottato.
Ancora nel 2006 fu alla guida della squadra che vinse la sua terza Coppa del Mondo, a Londra, di nuovo contro l’Inghilterra: alla fine del torneo annunciò il suo ritiro dall’attività agonistica dopo 35 incontri internazionali (con 34 vittorie), di cui 30 da capitano.
Alla fine dell’anno le fu anche conferita l’onorificenza di ufficiale dell’Ordine al merito della Nuova Zelanda.

### Attività post-agonistica
Divenuta accademica a tempo pieno, si è dedicata allo studio delle differenze di etnìa e genere nella direzione sportiva, con varie pubblicazioni sul tema; nel frattempo è passata alla cattedra di direzione aziendale presso la stessa Massey University.
Nel 2014 World Rugby la ammise nella propria Hall of Fame e, nel 2016, la federazione rugbistica neozelandese intitolò a suo nome il campionato nazionale provinciale femminile, che fu quindi ribattezzato Farah Palmer Cup.
Alla fine di quello stesso anno fu eletta nel comitato direttivo della federazione rugbistica neozelandese, prima donna a ricoprire una carica in tale organismo e, da giugno 2018, ricopre analogo ruolo in Sport New Zealand, agenzia governativa di promozione dello sport in Nuova Zelanda.
Tra gli altri incarichi ricoperti figurano quelli di responsabile per la formazione presso la federazione provinciale di Manawatu, consulente di ricerca presso la federazione nazionale e membro del comitato consultivo per il rugby femminile di World Rugby.
In occasione del conferimento delle onorificenze per il nuovo anno 2023, Farah Palmer è stata insignita del titolo di Dama dell'Ordine al Merito della Nuova Zelanda.

## Palmarès
- Coppe del mondo: 3
Nuova Zelanda: 1998, 2002, 2006